# Lee "Scratch" Perry

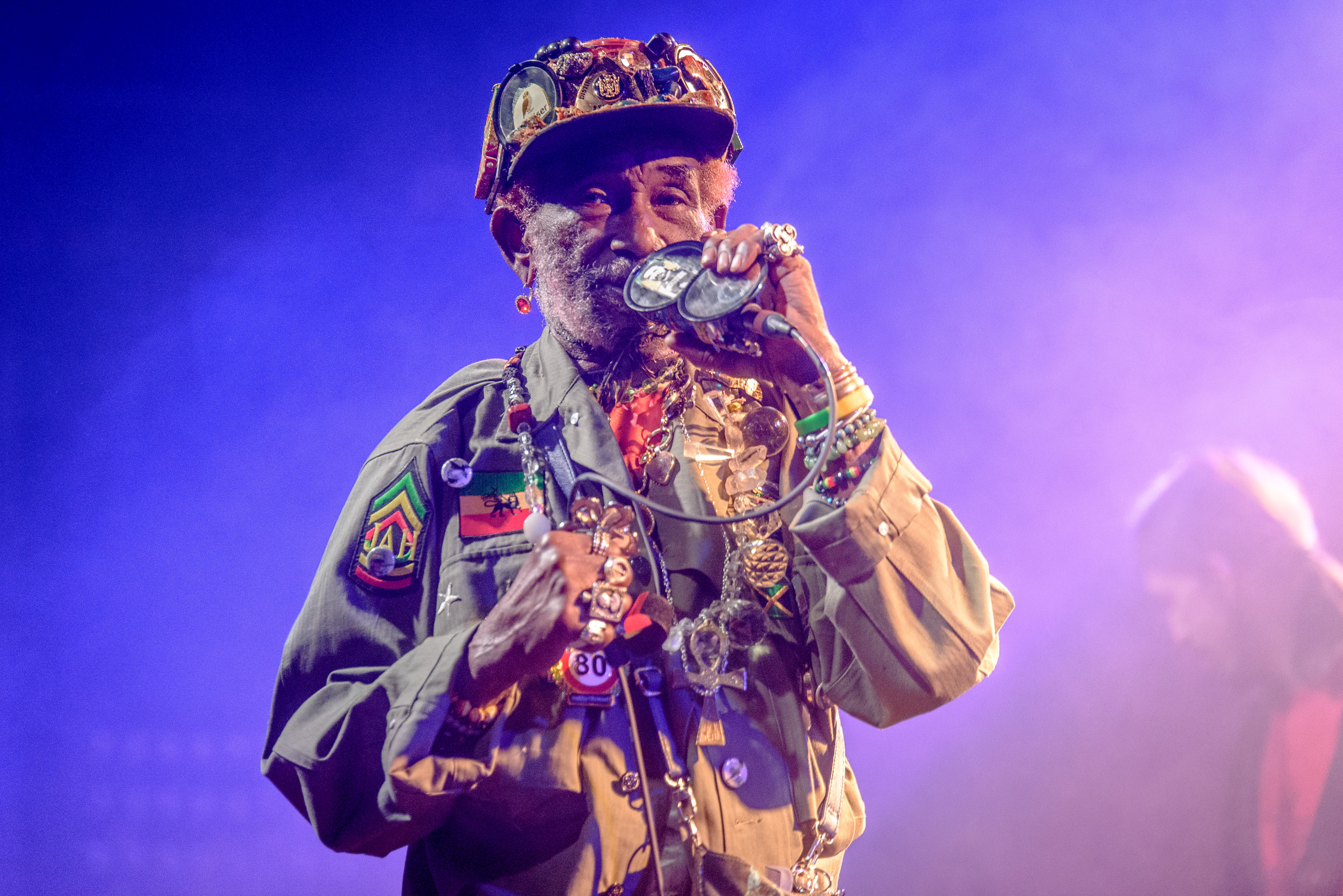
Live 2016

Lee "Scratch" Perry (nascido Rainford Hugh Perry; Kendal, 20 de março de 1936 – Lucea, 29 de agosto de 2021) foi um DJ, músico, técnico de som e produtor musical jamaicano.
É considerado uma grande influência no desenvolvimento e aceitação do reggae e do dub na Jamaica e no exterior. Formou a banda The Upsetters, e também é conhecido como Pipecock Johnson ou Upsetter.[carece de fontes?]
Foi agraciado com o Grammy Award para Best Reggae Album de 2002 pelo seu desempenho em Jamaican E.T..
Em 2004, a Rolling Stone colocou Perry na posição cem na lista "100 Greatest Artists of All Time".
Perry morreu em 29 de agosto de 2021, aos 85 anos de idade, no Noel Holmes Hospital em Lucea.

## Discografia

### Álbuns
- The Upsetter (1969)
- The Upsetters - Return of Django (1969)
- The Upsetters - Clint Eastwood (1970)
- The Upsetters - Many Moods of the Upsetters (1970)
- The Upsetters - Scratch the Upsetter Again (1970)
- The Upsetters - Eastwood Rides Again (1970)
- The Upsetters - The Good, the Bad and the Upsetters (1971)
- Lee Perry - Africa's Blood (1972)
- Scratch the Upsetter - Cloak and Dagger (1973)
- The Upsetters - Rhythm Shower (1973)
- The Upsetters - 14 Dub Blackboard Jungle (1973)
- The Upsetters - Double Seven (1974)
- King Tubby Meets the Upsetter - At the Grass Roots of Dub (1974)
- The Upsetters - Musical Bones (1975)
- The Upsetters - Return of Wax (1975)
- The Mighty Upsetter - Kung Fu Meets the Dragon (1975)
- Lee Perry & The Upsetters - Revolution Dub (1975)
- The Upsetters - Super Ape (1976)
- Lee Perry - Roast Fish Collie Weed & Corn Bread (1978)
- The Upsetters - Return of the Super Ape (1978)
- Lee "Scratch" Perry - The Return of Pipecock Jackxon (1980)
- Lee "Scratch" Perry & The Majestics - Mystic Miracle Star (1982)
- Lee Scratch Perry - History Mystery Prophesy (1984)
- Mr. Lee 'Scratch' Perry and The Upsetters - Battle Of Armagideon (Millionaire Liquidator) (1986)
- Lee 'Scratch' Perry + Dub Syndicate - Time Boom X De Devil Dead (1987)
- Lee "Scratch" Perry - Satan Kicked the Bucket (1988)
- Lee "Scratch" Perry with Mad Professor - Mystic Warrior (1989)
- Lee "Scratch" Perry with Mad Professor - Mystic Warrior Dub (1989)
- Lee "Scratch" Perry - Message From Yard (1990)
- Lee "Scratch" Perry - From The Secret Laboratory (1990)
- Lee "Scratch" Perry Meets Bullwackie - Satan's Dub (1990)
- Lee "Scratch" Perry - Spiritual Healing (1990)
- Lee "Scratch" Perry - Lord God Muzik (1991)
- Lee "Scratch" Perry - The Upsetter and The Beat (1992)
- Lee "Scratch" Perry & Mad Professor - Black Ark Experryments (1995)
- Lee Perry - Experryments at the Grass Roots of Dub (1995)
- Lee Perry featuring Mad Professor/Douggie Digital/Juggler - Super Ape Inna Jungle (1996)
- Lee "Scratch" Perry - Who Put The Voodoo Pon Reggae (1996)
- Mad Professor & Lee Perry - Dub Take the Voodoo Out of Reggae (1996)
- Lee "Scratch" Perry - Technomajikal (1997)
- Lee "Scratch" Perry - Dub Fire (1998)
- Lee "Scratch" Perry - Fire in Dub (1998)
- Lee "Scratch" Perry - On the Wire (2000)
- Mad Professor/Lee Perry - Techno Party (2000)
- Lee "Scratch" Perry & Niney the Observer - Station Underground Report (2001)
- Lee "Scratch" Perry - Jamaican E.T. (2002)
- Lee "Scratch" Perry - Alien Starman (2003)
- Lee Scratch Perry and the Whitebellyrats - Panic in Babylon (2004)
- Lee "Scratch" Perry - End of an American Dream (2007)
- Lee "Scratch" Perry - The Mighty Upsetter (2008)
- Lee "$cratch" Perry - Repentance (2008)
- Lee "Scratch" Perry - Scratch Came Scratch Saw Scratch Conquered (2008)
- Lee "Scratch" Perry and Adrian Sherwood - Dub Setter (2009)
- Lee "Scratch" Perry - The Unfinished Master Piece (2010)
- Lee "Scratch" Perry - Revelation (2010)
- Lee "Scratch" Perry/Bill Laswell - Rise Again (2011)
- Lee "Scratch" Perry - Master Piece (2012)
- Lee "Scratch" Perry & ERM - Humanicity (2012)
- The Orb feat. Lee "Scratch" Perry - The Orbserver in the Star House (2012)
- The Orb feat. Lee "Scratch" Perry - More Tales from the Orbservatory (2013)
- Lee "Scratch" Perry - Back On the Controls (2014)

### Oficiais
- Lee "Scratch" Perry- Página oficial
- Perfil no BBC Music

### Informações
- O Globo: O criador do reggae e mentor de Bob Marley, Lee Perry, sai das sombras em documentário nos EUA